# Eduardo Belgrano Rawson
Eduardo Belgrano Rawson (* 1943 in San Luis) ist ein argentinischer Schriftsteller. 
Mit 18 Jahren kam Belgrano Rawson im Jahr 1961 nach Buenos Aires, um dort zu studieren. Bereits während dieser Zeit versuchte er sich als Schriftsteller, aber erst 1975 konnte er mit seinem Werk No se turbe vuestro corazon erfolgreich debütieren. 
Belgrano Rawson lebt als freier Schriftsteller und Journalist in Buenos Aires. 
In seinem Roman Rosas Stimme thematisiert Belgrano Rawson die Kubakrise und sein Schiffbruch der Sterne wurde wegen seines archaisch anmutenden Kampfes des Menschen gegen die Natur von der Literaturkritik mit Hemingways „altem Mann“ verglichen.

## Werke (Auswahl)
- Die Predigt von Victoria. Roman. Beck, München 2010, ISBN 978-3-406-60519-2.
- Im Feuerland. Roman („Fuegia“, 1991). Beck, München 2003, ISBN 3-406-51041-8.
- No se turbe vuestro corazon. 1974.
- Rosas Stimme. Roman. („Rosa de Miami“). Dtv, München 2009, ISBN 978-3-423-13748-5.
- Schiffbruch der Sterne. Roman („El náufrago de las estrellas“, 1980). BTV, Berlin 2003, ISBN 3-8333-0064-7.
- Fuegia. 1991.